# 下尾雅美
下尾 雅美（しもお まさみ）は、静岡県静岡市出身の放送作家。1980年代、『ザ・ベストテン』『輝く!日本レコード大賞』『東京音楽祭世界大会』など、音楽番組を手がけ、さらに『世界・ふしぎ発見!』『たけし・逸見の平成教育委員会』『クイズ世界はSHOW by ショーバイ!!』などの数多くのヒット番組を送り出した。伝説の子供番組『ウゴウゴ・ルーガ』も彼が命名したと言われている。2008年からソニー株式会社のコンサルタント。2010年FIFAワールドカップ南アフリカ大会に向けた映像イベントプロデューサーを経て、ソニー3D戦略室ビジネスプロデューサーとして、3Dコンテンツの企画制作・普及戦略を担当した。現在はテレビ朝日を中心に報道番組を担当する一方、美術関連の番組やイベントを手がけている。

## 担当番組
- BSフジLIVE ソーシャルTV ザ・コンパス（BSフジ）
- 報道2001（フジテレビ）
- めざましテレビ（フジテレビ）
- めざましどようび（フジテレビ）
- 27時間テレビ（2002年、2003年）（フジテレビ）
- FNN踊る大選挙戦（2003年、2004年、2010年）（フジテレビ）
- 八木亜希子の「おしゃべりミュージアム」（BSフジ）
- グッド!モーニング（テレビ朝日）
- サタデーステーション（テレビ朝日）
- 報道ステーション（テレビ朝日）
- ルーベンス展ーバロックの誕生（国立西洋美術館）エントランスイベント企画、および関連番組（TBS）
- ジャコメッティ展（国立新美術館）関連番組（TBS）
- サワコの朝（MBS・TBS）
- 世界遺産（TBS）